# 安德義
安德義（Jean-Damascène Sallusti，又名Giovanni Damasceno，？-1781）是義大利的來華傳教士，也是清乾隆年間的宮廷畫師。
安德義為奧古斯丁團的成員，後來加入耶穌會，於1778年被任命為北京主教（有些爭議），直到1781年去世。他是與郎世寧和艾啟蒙同時代的畫家，並與他們一起創作了乾隆用於紀念伊犁戰役的「銅版戰圖」。 安德義的作品收藏於克利夫蘭藝術博物館。

## 圖庫

《庫隴癸之戰圖》
《伊西洱庫爾淖爾之戰圖》
《烏什酋長獻城降》
《平定伊犁回部戰圖冊·郊勞回部成功諸將士》
《平定伊犁回部戰圖冊·呼爾滿大捷》
《平定伊犁回部戰圖冊·拔達山汗納款》
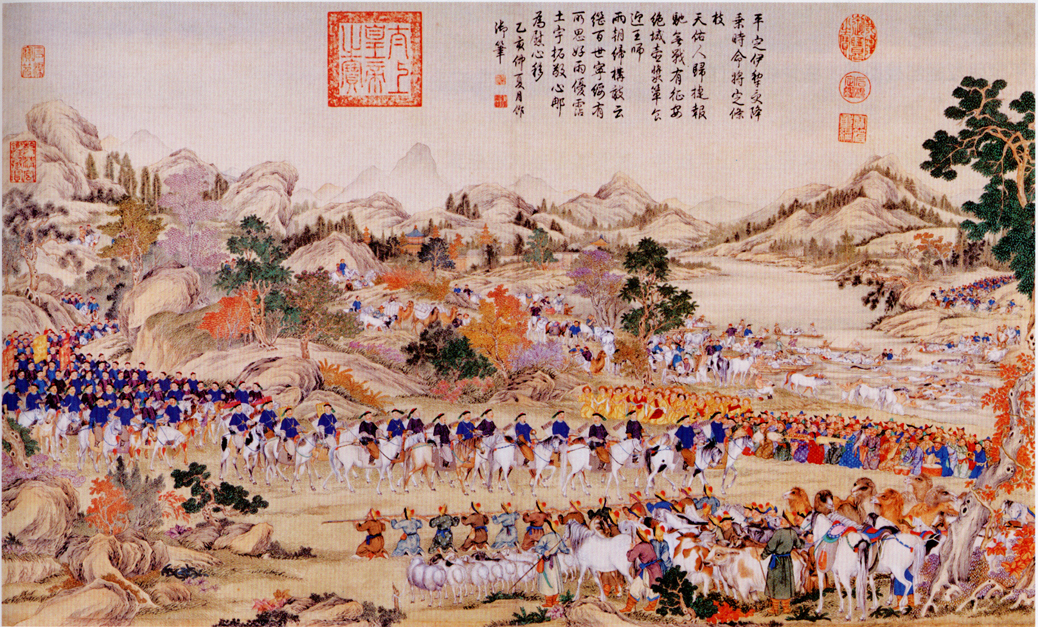
《平定伊犁受降圖》